# Les Bateliers de la Volga (film, 1926)
Pour les articles homonymes, voir Les Bateliers de la Volga.
Pour plus de détails, voir Fiche technique et Distribution.
Les Bateliers de la Volga (The Volga Boatman) est un film muet américain, réalisé par Cecil B. DeMille, sorti en 1926.

## Synopsis
Les amours d'un batelier et d'une princesse, à la veille de la Révolution russe.

## Fiche technique
- Titre : Les Bateliers de la Volga
- Titre original : The Volga Boatman
- Réalisation : Cecil B. DeMille
- Scénario : Lenore J. Coffee d'après un roman de Konrad Bercovici
- Photographie : J. Peverell Marley, Arthur C. Miller et Fred Westerberg
- Direction artistique : Anton Grot, Mitchell Leisen et Max Parker
- Montage : Anne Bauchens
- Société de production : DeMille Pictures Corporation
- Pays de production :  États-Unis
- Format : Noir et blanc - 1,33:1 - Film muet - 35 mm
- Durée : 120 minutes
- Dates de sortie :
  - États-Unis : 4 avril 1926 (première)
  - États-Unis : 23 mai 1926 (sortie nationale)
  - France : 3 décembre 1926

## Distribution
- William Boyd : Feodor, le batelier
- Elinor Fair : la princesse Vera
- Robert Edeson : le prince Nikita
- Victor Varconi : le prince Dimitri
- Julia Faye : Mariusha
- Theodor Kosloff : Stefan
- Arthur Rankin : Vasili

Acteurs non crédités
- Ed Brady
- Charles Clary
- Gino Corrado
- Lillian Elliott
- John George
- William Humphrey
- Viola Louie
- Ruth Miller
- Eugene Pallette
- George Periolat
- Bodil Rosing
- Philip Sleeman